# Highschool of the Dead
Highschool of the Dead (яп. 学園黙示録 Гакуэн Мокусироку, «Academy Apocalypse»; «Школа мертвецов») — манга, созданная Дайсукэ Сато и Сёдзи Сато. Впервые издана в журнале Monthly Dragon Age в 2006 году. В сентябре 2008 года выход манги был приостановлен, а в феврале 2010 года возобновлён. На май 2011 года выпущено 7 танкобонов.
С 5 июля по 20 сентября 2010 года прошла трансляция аниме-адаптации манги от студии Madhouse. OVA-эпизод длительностью 16 минут вышел 26 апреля 2011 года в комплекте с ограниченным изданием 7 тома манги. 22 марта 2017 автор и создатель манги Дайсукэ Сато скончался из-за ишемической болезни сердца. По словам иллюстратора и создателя манги Сёдзи Сато, выпуск High School of the Dead прекращается.

## Сюжет
Небольшая группа учеников из старшей школы Фудзими, уцелевшая в ходе первой волны нашествия зомби, пытается выжить в гибнущем мире и найти своих родных.
Особенностью сюжета является использование авторами элементов ролевых игр при повествовании. Авторы условно делят героев на классы: бойцы — специализирующиеся на уничтожении зомби, волшебники — специализирующиеся на решении головоломок и тактических задач и священники — лечащие других. Другой особенностью является то, что вместо «зомби» герои называют оживших мертвецов «Они».
Также манга содержит многочисленные отсылки к различным фильмам ужасов зомби тематики, будь то «Рассвет мертвецов», «28 дней спустя», «Зомби по имени Шон», или играм наподобие Resident Evil.

## Персонажи
Такаси Комуро (яп. 小室 孝 Комуро Такаси) — ученик старшей школы Фудзими. Одноклассник и друг детства Рэй Миямото. Является неформальным лидером группы старшеклассников, относится к команде с уважением. Именно он первым поднял тревогу, увидев мертвецов у входа в школу. Потеряв многих друзей в школе, не желает терять кого-либо ещё. Вначале плохо обращается с огнестрельным оружием, но старается этому научиться. Использует биту и помповое ружьё Ithaca M37, но в 27 главе меняет его на боевой дробовик M1014. Как и его товарищи, пытается найти своих родителей в разверзнувшейся катастрофе.
Сэйю — Дзюнъити Сувабэ
Рэй Миямото (яп. 宮本 麗 Миямото Рэй) — ученица старшей школы Фудзими. Одноклассница Такаси Комуро. В детстве поклялась ему в вечной любви, но незадолго до начала сюжета манги ушла к его лучшему другу Хисаси Иго. После гибели Хисаси Такаси стал единственным близким для неё человеком, и постепенно ушедшая было любовь возродилась с новой силой. Рэй — дочь детектива полиции. Из-за подлога одного из преподавателей она была оставлена на второй год, за что возненавидела своего учителя Сидо-сэнсэя (это и стало основной причиной её размолвки с Такаси). Благодаря отцу является тренированным бойцом. Мастер боя копьём, также умеет обращаться с холодным и огнестрельным оружием, применяемым полицией. После визита в квартиру Рики Минами использует винтовку M1А Supermatch, но, как правило, орудует штыком в ближнем бою.
Сэйю — Марина Иноуэ
Саэко Бусудзима (яп. 毒島 冴子 Бусудзима Саэко) — ученица третьего класса старшей школы и президент клуба кэндо. Саэко воспитывалась в традиционной семье; как следствие, она прекрасно разбирается во всём, от готовки до владения мечом. Являясь одним из лучших мечников в Японии, не только смогла выжить в первые часы нашествия, но и спасти медсестру Сидзуки Марикаву. Прагматичная и в определённой степени жестокая Саэко всегда находится на острие атаки, прорубая своим мечом дорогу через толпы оживших мертвецов. В 17 главе Саэко рассказывает Такаси о том, что за четыре года до нашествия спровоцировала нападение на неё насильника, потому что знала, что легко сможет отбиться от него боккэном, что и произошло. При этом она сломала ему плечо и бедро. Это проявление скрытых в ней садистских наклонностей. Позже она вновь ощутила это чувство, уничтожая зомби. Она ненавидит свою тёмную сторону и попыталась покончить с собой, выйдя в одиночку против толпы зомби, но была спасена Такаси, попросившим её не умирать, хотя бы ради него. Вначале использовала боккэн, после его потери — превосходную катану, подаренную ей отцом Саи, Соитиро Такаги. В 27 главе по настоянию Хирано добавила к снаряжению пистолет Beretta 92.
Сэйю — Миюки Савасиро
Сая Такаги (яп. 高城 沙耶 Такаги Сая) — ученица второго класса старшей школы и одноклассница Коты Хирано, с которым имеет достаточно близкие отношения, несмотря на регулярные перепалки. Сая имеет очень высокий коэффициент интеллекта, также она очень эрудированна и является прекрасным стратегом и тактиком. Её выдающиеся интеллектуальные способности помогли героям выбраться из школы практически без потерь. Сая взрослая и самостоятельная девушка, которую злит, что взрослые все ещё воспринимают её как ребёнка. Не может простить себе, что выжила в школе во время нашествия, пожертвовав своими одноклассниками. Изначально не носит оружия, за исключением сумки с инструментами, позже получает от матери пистолет Luger P08. В 28 главе получает от Коты MP-5.
Сэйю — Эри Китамура
Кота Хирано (яп. 平野 コータ Хирано Ко:та) — ученик второго класса старшей школы. Одноклассник Саи Такаги, к которой он проявляет большую симпатию. Хирано — оружейный отаку, отлично владеющий любым огнестрельным оружием. По его собственным словам, обращению с оружием его обучил друг отца, бывший Зелёный Берет. Во время нашествия родители Хирано находились за пределами Японии, но он всё равно присоединился к остальным, чтобы помочь им в их поиске. Хирано более чем устраивает новый порядок, так как это позволяет ему быть кем-то большим, чем просто «толстым и неуклюжим отаку-маньяком». Кота — меткий стрелок. Его оружием является снайперская винтовка SR-25 Knight. В 27 главе он также добавил к снаряжению пистолет-пулемёт MP-5, который потом отдал Сае, и несколько пистолетов ТТ. Прототипом персонажа стал лучший друг автора, известный японский мангака Кота Хирано, создатель манги «Хеллсинг».
Сэйю — Нобуюки Хияма
Сидзука Марикава (яп. 鞠川 静香 Марикава Сидзука) — школьная медсестра. Обладательница внушительного бюста, который является причиной многих комичных ситуаций. Несмотря на привлекательную внешность, у неё нет парня, и она живёт со своей лучшей подругой Рикой Минами. Чрезвычайно добра и весьма наивна. По мере сил присматривает за всеми членами группы, при этом совмещая специализации врача и водителя.
Сэйю — Юкари Фукуи
Алиса Марэсато (яп. 希里 ありす Марэсато Арису) — семилетняя девочка, спасённая Такаси во время нашествия. Её отец, репортёр, был убит выжившими, не желавшими пускать в дом кого бы то ни было ещё. Потеряв своих родителей, она нашла новую семью в лице группы, всех членов которой она считает старшими братьями и сёстрами, не желая расставаться с ними, даже ради своей безопасности. Не расстаётся с щенком по кличке Зик. В команде изначально не имела важной роли, после получение велосипеда стала отличным разведчиком. Профессионально выполняет трюки на BMX, на котором она всегда ездит с 27 главы.
Сэйю — Аяна Такэтацу

### Второстепенные персонажи
Коити Сидо (яп. 紫藤 浩一 Сидо: Ко:ити) — учитель класса 3А старшей школы Фудзими. Заслужил искреннюю ненависть остальных героев. Чрезвычайно хитёр, жесток и изворотлив, хороший политик. После нашествия Сидо пытался использовать сложившуюся ситуацию для получения власти, сформировав из группы выживших школьников нечто вроде секты с лидером в лице себя. Но он и его последователи были изгнаны из особняка Такаги. Играет роль главного отрицательного персонажа. Сидо — сын известного политика Сидо Итиро. Помогая ему в предвыборных кампаниях, он перенял многие из его черт. Будучи помощником своего отца, он с помощью шантажа и компромата устранял его врагов и конкурентов, одним из которых был отец Рэй Миямото, расследовавший дело с участием Сидо Итиро.
Сэйю — Кисё Танияма
Рика Минами (яп. 南 リカ Минами Рика) — лучшая подруга Сидзуки Марикавы. Офицер токийской полиции. Снайпер группы SAT (Special Assault Team — «Специальная штурмовая команда», спецподразделение полиции Японии). Вместе с остальным отрядом была послана в Токийский аэропорт для защиты улетающих самолётов. Прагматична, расчётлива и безжалостна по отношению к врагам. Тяжело переживает гибель товарищей и беспокоится за жизнь своей подруги.
Сэйю — Дзюнко Такэути
Тадзима — лейтенант SAT и напарник Рики Минами. Циничный весельчак. Будучи укушенным зомби, подорвал себя вместе с цистерной-заправщиком. Рика сожалела о его гибели, сказав, что повысила бы его на два звания.
Соитиро Такаги (яп. 高城 壮一郎 Такаги Со:итиро:) — отец Саи Такаги. Глава ультранационалистической партии Японии. Жестокий и харизматичный лидер. Предпочитает судить о людях по их поступкам. Великолепно владеет мечом. Очень уважительно относится к Саэко, говоря, что многим обязан её отцу. Когда началось нашествие, и власти утратили контроль над ситуацией, Соитиро вместе со своими соратниками очистил свой квартал от зомби и организовал на территории поместья пункт приёма беженцев. Соитиро отлично понимает сложившуюся ситуацию и то, что действовать нужно решительно, но многие выжившие не приемлют его методов, считая их жестокими и бесчеловечными. Очень любит Саю, хотя и не показывает этого. Чтобы спасти свою дочь, доверил её жизнь Хирано, дав ей возможность бежать в более безопасное место с её друзьями. Сам остался с женой на территории их поместья, отбиваясь от заражённых, веря, что друзья Саи защитят её. Нынешняя судьба остаётся неизвестной.
Сэйю — Дзёдзи Наката
Юрико Такаги — жена Соитиро Такаги и мать Саи. По словам Саи, её родители поженились всего через два дня после знакомства. Юрико — верная жена и соратник Соитиро, также любящая мать Саи. Будучи гениальным маклером, она смогла приумножить состояние своего мужа во много раз, хотя это вызвало обвинения в финансовых махинациях со стороны политических противников её мужа. Также Юрико прошла курс самообороны, что сделало её отличным бойцом.
Асами Накаока (яп. 中岡 あさみ Накаока Асами) — 18-летняя стажёр дорожной полиции. Была оставлена в универмаге своим куратором для защиты выживших и обеспечения правопорядка (сама куратор отправилась за помощью в штаб полиции и, как выяснилось позднее, погибла, не добравшись до штаба). Очень добра и отзывчива, обладает большим чувством ответственности, но при этом весьма некомпетентна как полицейский. Из-за невысокой самооценки постоянно говорит о себе в третьем лице. Встретившись с группой выживших героев, влюбилась в Хирано Коту. Возглавила поход на станцию переливания крови за плазмой для больной женщины. При этом ей пришлось застрелить одного из своих спутников, которого укусил зомби. При побеге из универмага оказалась отрезанной от остальной группы, спасая одного из выживших. Последней её просьбой было: «Не дайте мне стать одной из Них!». После этого была застрелена Хирано, испытавшего сильнейший эмоциональный шок от убийства близкого человека.
Хисаси Иго (яп. 井豪 永 Иго: Хисаси) являлся парнем и одноклассником Рэй. Вместе с ней и Такаси пытался бежать из школы, однако был укушен и превращён в зомби, из-за чего Такаси пришлось его убить.
Сэйю — Мамору Мияно

## Манга
| № | Дата публикации      | ISBN                   |
| --- | -------------------- | ---------------------- |
| 1 | 1 марта 2007 года    | ISBN 978-4-04-712483-7 |
| - Act.1: Spring of the Dead - Act.2: Escape from the Dead - Act.3: Democracy Under the Dead                                                     |                      |                        |
| 2 | 1 апреля 2007 года   | ISBN 978-4-04-712489-9 |
| - Act.4: Running in the Dead - Act.5: Streets of the Dead - Act.6: In the Dead of the Night - Act.7: Dead Night and the Dead Ruck               |                      |                        |
| 3 | 9 октября 2007 года  | ISBN 978-4-04-712515-5 |
| - Act.8: Alice in Dead Land - Act.9 The Dead Way Home - Act.10 Father Knows Dead - Act.11 The Dead’s House Rules - Act.12 The Sum of all Dead’s |                      |                        |
| 4 | 9 марта 2008 года    | ISBN 978-4-04-712537-7 |
| - Act.13: Guns 'n Deads - Act.14: Dead Storm Rising - Act.15: All Deads Attack - Act.16: The Girl Next Dead - Act.17: The Sword and Dead        |                      |                        |
| 5 | 9 сентября 2008 года | ISBN 978-4-04-712563-6 |
| - Act.18: Legend of Dead - Act.19 Flags of The Dead - Act.20: Blood and Dead - Act.21: The Good, the Bad, and the Dead - Act.22: Dead Rush      |                      |                        |
| 6 | 9 июля 2010 года     | ISBN 978-4-04-712673-2 |
| - Act.23: Dead Lovers - Act.24: Dance with the Dead - Act.25: Duty and Dead                                                                     |                      |                        |
| 7 | 9 мая 2011 года      | ISBN 978-4-04-712722-7 |
| - Act.26: The Dead Badge of Coward - Act.27: Assault on Dead Precinct - Act.28: Deadlock - Act.29: Dead In The Rain                             |                      |                        |
| 8 | 12 апреля 2013 года  |                        |
| - Act.30: Intellect,Emotion,and DEAD |                      |                        |

## Аниме-сериал
| Зрительский рейтинг        | Зрительский рейтинг        | Зрительский рейтинг        |
| (на 29 сентября 2010 года) | (на 29 сентября 2010 года) | (на 29 сентября 2010 года) |
| -------------------------- | -------------------------- | -------------------------- |
| Сайт                       | Оценка                     | Голосов                    |
| Anime News Network         | · ссылка                   | 1146                       |
| AniDB                      | · ссылка                   | 660                        |

В марте 2010 года журналом «Monthly Dragon Age», где выходит манга, было объявлено, что производству аниме-сериала по её мотивам дан зелёный свет. Снятый студией «Madhouse» под руководством режиссёра Тэцуро Араки сериал начал транслироваться на канале AT-X и в семи других японских телесетях. Права на показ аниме в Северной Америке приобрела компания «Sentai Filmworks», а в Австралии и Новой Зеландии — «Madman Entertainment».
Открывающую композицию аниме исполнили Kishida Kyoudan & Akeboshi Rockets.
Каждая серия имеет свою закрывающую композицию, каждая из которых исполнена Маон Куросаки:
1. «Kimi to Taiyou ga Shinda Hi» (яп. 君と太陽が死んだ日)
2. «Color me dark»
3. «Return to Destiny»
4. «Cold bullet blues»
5. «Memories of Days Gone By»
6. «Under the Honey Shine»
7. «Fuss Fuzz»
8. «The Place of Hope»
9. «Jewel Spy» (яп. 宝石のスパイ Hōseki no Supai)
10. «The last pain»
11. «Hollow Men»
12. «The Eternal Song»

| 1 | Spring of the Dead (Весна мертвецов)                          | 5 июля 2010      |
| В начале семестра Такаси Комуро становится свидетелем нападения зомби на работников школы у её ворот — те, будучи убитыми, сами превращались в зомби. Поняв, чем дело может обернуться, он предупреждает об этом своих друзей Рэй и Хисаси, и они втроём пытаются найти безопасное место. Вскоре по всей школе объявляется эвакуация, во время которой многие ученики погибают. Один из зомби кусает Хисаси, однако троице удаётся забаррикадироваться на крыше, где они видят пролетающие мимо военные вертолёты. Вскоре Хисаси умирает от кровопотери и сам превращается в зомби — Такаси вынужден его убить единственным возможным способом: размозжив тому голову. |                                                               |                  |
| 2 | Escape from the Dead (Побег от мертвецов)                     | 12 июля 2010     |
| Оставшиеся в живых работники и ученики школы сражаются с зомби: - Сая Такаги и Кота Хирано находят пневматический гвоздомёт, защищаясь которым, пытаются найти выход. Они же устанавливают, что зомби ничего не видят, а ориентируются лишь по звукам. - Такаси и Рэй удаётся временно нейтрализовать зомби, окатывая тех мощной струёй воды из шланга. После этого они спускаются с крыши. - Саэко Бусудзима, президент клуба кэндо, спасает от атаки зомби медсестру Судзуку Марикаву и Исикацу, пытавшегося её защитить. Однако тот был ранен зомби и, понимая, что с ним произойдёт, просит Саэко убить его. В итоге эти шестеро встречаются в коридорах школы и начинают вырабатывать план спасения. |                                                               |                  |
| 3 | Democracy under the Dead (Законы мертвецов)                   | 19 июля 2010     |
| Герои смотрят в одном из кабинетов телевизионный репортаж, из которого узнают, что непонятная эпидемия, превращающая трупы в зомби, распространилась по всей Земле и жители многих мегаполисов мира уже эвакуированы. Они решают прорваться к школьной парковке, и по пути к ним присоединяются ещё две группы выживших. Выехав на школьном автобусе, герои стараются отыскать безопасное место. Властолюбивый учитель, которого, впрочем, многие недолюбливают, Коити Сидо предлагает себя в качестве лидера группы. Не согласная с этим Рэй покидает автобус, Такаси пытается её вернуть. Однако в это время происходит ДТП с участием захваченного зомби городского автобуса, и эти двое оказываются отрезанными от основной группы. Чтобы вновь воссоединиться, они назначают встречу у полицейского участка. Рэй и Такаси нейтрализуют зомби-мотоциклиста и уезжают, воспользовавшись его транспортным средством.          |                                                               |                  |
| 4 | Running in the Dead (Бегая от мертвецов)                      | 26 июля 2010     |
| Такаси в своих мыслях рассуждает об инстинкте самосохранения. Они с Рэй находят машину полицейских, где у окончательно мёртвых работников правопорядка находят револьвер и патроны, которые забирают себе. Они останавливаются заправить мотоцикл. Пока Такаси обыскивает близлежащий магазинчик в поисках денег для активации бензоколонок, на Рэй нападает свихнувшийся парень, который был вынужден убить собственную семью. Он, надеясь убраться подальше на мотоцикле, приказывает Такаси заправить его, однако юноша, обыграв ситуацию, выполняет это, после чего стреляет в маньяка. Оставив его на верную смерть от зомби, Рэй и Такаси садятся на мотоцикл и едут дальше. |                                                               |                  |
| 5 | Streets of the Dead (Улицы мертвецов)                         | 2 августа 2010   |
| Ближайший к городу морской аэропорт начинает эвакуацию особо важных и влиятельных людей. В числе защитников комплекса оказываются лейтенант Тадзима и Рика Минами, близкая подруга Сидзуки Марикавы, заявившая своему напарнику, что ей необходимо «проверить одного знакомого в городе». Саэко, Сая, Сидзука и Кота, горящий желанием пристрелить Сидо за его пламенно-бредовые речи про избранность выживших, покидают застрявший в пробке автобус, понимая, что в нём оставаться больше нельзя. Недалеко от моста они встречают Рэй и Такаси и отбивают атаку ещё нескольких десятков зомби. Сидзука предлагает другим передохнуть в доме своей подруги (Рики). Она и Такаси едут проверить его. |                                                               |                  |
| 6 | In the Dead of the Night (С мертвецами в ночи)                | 9 августа 2010   |
| В доме Рики, пока девушки вместе принимают ванну, Такаси и Хирано находят в стенном сейфе несколько образцов огнестрельного оружия и запас боеприпасов. Вдвоём они смотрят репортажи по телевидению и узнают, что полиция стреляет в любого, кто пытается поднять панику. Несколько позже парни становятся объектами повышенного внимания слегка подвыпивших девушек. Оставшись наедине с Такаси, Рэй снова рассказывает, как хорошо ей было с Хисаси. Такаси, которому это уже изрядно надоело, кричит на неё. |                                                               |                  |
| 7 | Dead Night and the Dead Ruck (Мёртвая ночь и толпа мертвецов) | 16 августа 2010  |
| Находясь на балконе дома и осматривая окрестности с помощью бинокля, Такаси и Кота становятся свидетелями ужасающего случая: в поисках убежища для себя и своей маленькой дочери Алисы некий мужчина просит впустить их в дом неподалёку, однако обезумевшие жильцы убивают его. Крик девочки привлекает к себе внимание зомби, и тогда Такаси и Кота начинают действовать: первый отправляется за девочкой на мотоцикле, а второй прикрывает его с помощью огнестрельного оружия. Меж тем героини-девушки грузят оставшиеся боеприпасы в припаркованную возле дома машину и, по пути захватив двоих парней и девочку, уезжают из места, где стало небезопасно находиться. |                                                               |                  |
| 8 | The Dead Way Home (Мёртвый путь домой)                        | 23 августа 2010  |
| Перебравшись через реку, группа героев продолжает свой путь, но попадает в ловушку, застревая между заградительной проволокой и огромной группой зомби. Пытаясь отбиться от них, они понимают, что бой складывается не в их пользу. Отойдя от других на расстояние, Такаси и Саэко пытаются отвлечь внимание зомби на себя. На помощь основной группе приходит отряд, в составе которого была мать Саи, Юрико. С Такаси и Саэко, не способным к ним присоединиться из-за рядов зомби, они договариваются встретиться в доме Такаги. |                                                               |                  |
| 9 | The Sword and Dead (Меч и мертвецы)                           | 30 августа 2010  |
| Такаси и Саэко находят машину-вездеход, на которой проезжают большую часть своего пути и который вынуждены оставить, чтобы отвлечь от себя зомби. На ночь они прячутся в храме, где Бусудзима признаётся, что когда-то ранила человека, напавшего на неё с целью изнасиловать, и получила от этого удовольствие. Такаси помогает ей преодолеть переживания по этому поводу; наутро, выйдя из храма, они сталкиваются с большой группой зомби, с которой начинают сражение. Прорвавшись, они добираются до огромного дома Такаги. |                                                               |                  |
| 10 | The Dead's House Rules (Правила дома мертвецов)               | 6 сентября 2010  |
| Юноши и девушки обустраиваются в доме Такаги, однако сама Сая высказывает мысль, что и его рано или поздно придётся покинуть, считая при этом, что её родители «слишком мало» о ней заботятся. В дом прибывает глава семейства, Соитиро Такаги, и на глазах других казнит своего бывшего подчинённого и друга, после укуса ставшего зомби. У Коты Хирано начинается истерика — забрав себе несколько стволов оружия, он начал утверждать, что не может их отдать, так как лучше него «никто не умеет с ними обращаться» и без него он снова станет «жирным ботаником». В таком виде он попадается на глаза Соитиро, однако за юношу вступаются его друзья. В конце серии показывается, что Коити Сидо, фактически промывший мозги тем, кто остался с ним в автобусе, и устроивший разврат с участием своих учеников, планирует отправиться к дому Такаги и просить у них убежища.                                               |                                                               |                  |
| 11 | Dead Storm Rising (Начало мертвого шторма)                    | 13 сентября 2010 |
| Саэко получает от Соитиро новую катану в знак его уважения к семье Бусудзима. К удивлению Такаси сверстники считают его лидером группы; он решает отправиться на поиски своих и Рэй родителей. Коити Сидо со своими учениками пытается просить убежища в доме Такаги. Его чуть было не убивает Рэй, вспоминая, что учитель намеренно оставил её на второй год, дабы надавить на её отца, чтобы тот не расследовал дело Итиро Сидо. Соитиро, узнав об этом, выдворяет Сидо за пределы владений вместе с учениками. Военные нескольких стран запускают боеголовки с ядерными зарядами. |                                                               |                  |
| 12 | All Dead's attack (Нападение всех мертвецов)                  | 20 сентября 2010 |
| Один из ядерных зарядов взрывается над территорией Японии, радиус излучения покрывает место, где происходят основные действия сюжета. В результате этого большая часть техники приходит в негодность. Зомби прорывают оцепление дома Такаги. Сае (с одобрения родителей) и её сверстникам удаётся покинуть территорию на автомобиле. Соитиро, Юрико и их помощники остаются, чтобы защитить дом. |                                                               |                  |
| OVA | Drifters of the Dead (Бродячие мертвецы)                      | 27 апреля 2011   |
| Отряд оказывается на отдалённом тропическом острове, до которого зомби, предположительно, не добрались. Пока девушки развлекаются на пляже, Кота отправляется рыбачить, а Такаси — набрать хвороста и листвы для костра. Но то, что он принёс, оказывается листьями гортензии, дым которых вызывает у всех странные сексуальные галлюцинации. Все девушки наваливаются на Такаси, но Саэко успевает утянуть его в лес, докуда галлюциногенный дым не дотягивается. Пока Сая видит вместо Сидзуки свою мать, а та вместо Саи — Рику, Саэко рассказывает Такаси о своих чувствах, и они целуются. Хотя остается неизвестным, было ли это по-настоящему, или это было очередное видение. Наутро эффект ядовитого дыма проходит, и все обнаруживают, что Такаси пропал. Они находят его сражающимся с четырьмя зомби, в то время, как он, всё ещё под действием галлюциногена, думает, что отбивается от Саи, Саэко, Рэй и Сидзуки. |                                                               |                  |

## Отсылки к другим произведениям и реальным фактам
- Внешность и имя персонажа Кота Хирано списаны с тёзки-мангаки[28].
- Многие места действия взяты из фильмов про зомби. В частности универмаг, в котором развиваются действия тома 5, аналогичен универмагу из фильма «Рассвет мертвецов» Зака Снайдера.
- Гибель Тадзимы напоминает гибель Карлоса Оливейры в фильме «Обитель зла 3: Вымирание». Будучи укушенным зомби, Карлос, как и Тадзима, подорвал себя вместе с бензовозом.
- Аббревиатура названия HOTD является также названием серии игр House of the Dead.